# Madeleine de Savoie
Madeleine de Savoie, född 1510, död 1574, var en fransk hovfunktionär.
Madeleine de Savoy var dotter till René de Savoy och Anne Lascaris. Hon gifte sig år 1526 med Anne de Montmorency. Hon var hovdam (dame d'honneur) åt Katarina av Medici 1547-59, hovdam åt Maria Stuart 1559-60, åter hovdam åt Katarina 1560, och slutligen Première dame d'honneur till Frankrikes drottning Elisabeth av Österrike (1554–1592) mellan 1570 och 1574. 
Hon var redan i början av sin hovkarriär bland de fyra högst avlönade, på grund av sin rang. Hon ombads år 1560 att lugna sin make då han fråntogs sitt ämbete som grand maitre. Hon beskrivs som en fanatisk katolik och hatisk mot hugenotter, men ska inte själv ha varit politiskt aktiv, även om hon var en samlande figur för sina politiskt involverade syskon.